# Eustigmatophyte
Eustigmatophytes là một nhóm nhỏ (12 loài,~ 41 loài) của tảo eukaryotic bao gồm các loài ở biển, nước ngọt và đất sống.